# R.E.D. 2
R.E.D. 2 (Alternativtitel R.E.D. 2 – Noch Älter. Härter. Besser.) ist eine im Jahr 2013 entstandene US-amerikanische Action-Komödie und Fortsetzung des Filmes R.E.D. – Älter, Härter, Besser aus dem Jahr 2010. Das Drehbuch von Jon und Erich Hoeber basiert wie sein Vorgänger auf der dreiteiligen Comicreihe RED von Warren Ellis und Cully Hamner, die 2003/2004 bei Homage Comics (WildStorm/DC Comics) veröffentlicht wurde. Unter der Regie von Dean Parisot spielen wieder Bruce Willis, John Malkovich, Mary-Louise Parker und Helen Mirren die Hauptrollen. In neuen Rollen kommen Catherine Zeta-Jones, Anthony Hopkins und als koreanischer „Meister-Killer“ Lee Byung-hun dazu.
Der Film kam in den Vereinigten Staaten im Juli 2013 in die Kinos, in Deutschland am 12. September 2013.

## Handlung
Während er gerade mit seiner Freundin Sarah Ross ein normales Leben führt, wird Ex-Agent Frank Moses während eines Einkaufes in einem Supermarkt von Freund und Ex-Agent Marvin Boggs nahegelegt, sich nicht in Sicherheit zu wiegen. Es gebe immer noch genug Menschen, die ihm nach dem Leben trachteten. Zwar hört Frank Marvin zu, hält seine Befürchtungen aber für überzogen. Er lässt Marvin stehen und versucht, Sarah zu beschwichtigen, die gerne wieder mal ein Abenteuer erleben würde. Da werden die beiden Zeugen, wie das Auto von Marvin explodiert, als dieser den Parkplatz verlässt.
Obwohl Frank nicht von Marvins Tod überzeugt ist, kann ihn Sarah überreden, zu Marvins Beerdigung zu gehen. Mittels Nadelstichen in die Hand des Verstorbenen versucht Frank, sich von Marvins Tod zu überzeugen. Auf Drängen von Sarah hält er eine Laudatio auf seinen besten Freund, die ihn selbst zu Tränen rührt. Nach der Beerdigung passt eine Gruppe von Regierungsagenten Frank ab und bringt ihn in einen Vernehmungsraum. Während des Verhörs erscheint der Doppelagent Jack Horton und tötet den Großteil des Personals der Ermittlungsbehörde. Horton droht Frank, Sarah zu foltern, um von Frank Informationen zu bekommen.
Frank schafft es mit der Hilfe von Marvin, der seinen Tod nur vorgetäuscht hatte, zu entkommen. Die beiden flüchten gemeinsam mit Sarah. Marvin erklärt, dass er und Frank als Teilnehmer der geheimen Operation Nightshade gejagt würden. Dabei wurde während des Kalten Krieges eine spezielle Kernwaffe Stück für Stück nach Russland geschmuggelt. Horton war es gelungen, die US-Regierung davon zu überzeugen, dass Frank und sein damaliges Team Terroristen seien und gestoppt werden müssten. Freundin und Ex-Agentin Victoria ruft an und erzählt, sie hätte vom MI6 gezwungenermaßen den Auftrag angenommen, Frank zu töten. Währenddessen hat Horton den Top-Auftragskiller Han Cho-Bai, einen langjährigen Gegner von Frank, für den gleichen Zweck angeheuert.
Frank, Marvin und Sarah reisen nach Paris, um auf die Spur eines Informanten mit dem Spitznamen Der Frosch zu kommen. Sie stehlen dazu das Flugzeug von Han. In Paris werden sie von der attraktiven Katja Petrokovich, einer russischen Geheimagentin, mit der Frank am Anfang seiner Karriere eine Beziehung hatte, empfangen. Katja ist auch auf der Suche nach Nightshade und tut sich mit ihnen zusammen. Sie stellen dem Frosch in einem Restaurant eine Falle, der er vorerst entkommen kann, bevor er doch noch von Katja und Frank gefangen und in sein Haus gebracht wird. Nach brutaler, aber erfolgloser Befragung durch Katja und Frank umwirbt die eifersüchtige Sarah den Frosch, um zu helfen und Katja auszustechen. Der Frosch ist hingerissen und gibt ihnen den Schlüssel zu seinem Bankschließfach. Wenig später hat Katja Frank mittels Drogen außer Gefecht gesetzt, nimmt ihm den Schlüssel ab und versucht, alleine an den Inhalt des Schließfaches zu kommen. Marvin hatte so etwas schon erwartet und Frank deshalb einen falschen Schlüssel gegeben. Er, Frank und Sarah finden im Schließfach Unterlagen, die auf Dr. Edward Bailey, einen brillanten Physiker und Schöpfer der Operation Nightshade, hinweisen.
Sie finden heraus, dass Bailey doch noch am Leben ist und seit 32 Jahren in einer schwerbewachten Psychiatrischen Klinik für kriminelle Geisteskranke in London versteckt gehalten wird. In London treffen sie auf Victoria, die einen erfolgreichen Mordanschlag auf die drei fingiert, um mehr Zeit zu gewinnen. Victoria bringt sie zur psychiatrischen Anstalt und mimt eine Wahnsinnige, um Zugang zur Klinik zu bekommen. Frank und Victoria finden den verwirrten Bailey, der unter Drogen steht, hyperaktiv ist und nicht auf ihre Fragen antwortet. Nach einer Weile erinnert sich Bailey, dass die Bombe noch in Moskau ist. Frank, Marvin und Sarah reisen mit ihm nach Moskau, und nach einem kurzen Zusammenstoß mit Han kommt Bailey zu dem Schluss, dass er die Bombe im Kreml versteckt hat. Sie brechen in den Kreml ein, und Bailey sucht die Bombe. Sie finden heraus, dass es sich um eine sagenumwobene Rote Atombombe auf Basis von rotem Quecksilber handelt. Bevor sie den Kreml mit der Bombe verlassen können, werden sie von Katja aufgehalten. Frank überzeugt seine ehemalige Geliebte, auf seine Seite zu wechseln. Als alle die erfolgreiche Flucht mit der Bombe aus dem Kreml feiern, ruft Victoria aus London an und erklärt Frank, dass Bailey deshalb eingesperrt wurde, weil er die Bombe damals zünden und Millionen von Menschen in Moskau töten wollte. Bailey hält Frank mit vorgehaltener Waffe in Schach und bestätigt Victorias Nachricht und dass er einen Deal mit Horton und den Amerikanern hat. Daraufhin tötet er Katja und überlässt die anderen drei dem russischen Militär, das sie standrechtlich erschießen will. Kurz vor dem Schießbefehl werden die drei von der herbeigeeilten Victoria und ihrem russischen Lover (und Ex-Agenten) Ivan Simanov gerettet.
Horton hält seine Abmachung mit Bailey nicht ein und sperrt ihn in der Absicht, später sein Superhirn zu nutzen, während des Fluges nach London in einem Käfig ein. Aber Bailey tötet die gesamte Crew außer Horton mittels eines von ihm entwickelten Nervengiftes, das er im Absatz seines Schuhs versteckt hatte.
In London flieht Bailey in die iranische Botschaft, um dort die Bombe zu verkaufen. Als Frank versucht zu folgen, wird er mit Han konfrontiert. Nach einer schmerzhaften Prügelei kann Frank Han überzeugen, die Seiten zu wechseln und mit ihm die Bombe zu sichern. Gemeinsam entwickeln die fünf einen Plan, um Bailey und die Bombe zurückzuholen.
Sarah verführt zuerst in einer Bar den iranischen Botschafter und nimmt ihn dann als Geisel unter dem Vorwand, die Rechte der Frauen im Iran zu stärken. Marvin schmuggelt sich unterdessen als vermeintlicher Überläufer in die Botschaft und inszeniert als Ablenkungsmanöver ein Sanitärproblem, das die als Klempner verkleideten Frank und Han lösen sollen. Während die Truppe um Frank und Sarah versucht, Zugang zum Safe zu erlangen, hat Bailey von den Iranern das Geld für die Bombe erhalten und tötet alle Männer einschließlich Horton. Als Frank, Sarah, Marvin, Victoria und Han in den Safe gelangen, entdecken sie, dass Bailey den Zünder der dort gelagerten Bombe bereits aktiviert hat. Bailey entführt Sarah und fährt zum Flughafen, um der drohenden Explosion und der Ausradierung Londons mit Hans Flugzeug zu entkommen. Frank, Marvin, Victoria und Han gehen mitsamt der Bombe im Koffer auf Verfolgungsjagd, während sie von den iranischen Botschaftswachen gejagt werden und Marvin erfolglos versucht, die Bombe zu entschärfen. Als Frank am Flugzeug ankommt und Bailey mit der Bombe konfrontiert, wird er gemeinsam mit Sarah von Bailey gezwungen, mit dem Bombenkoffer das Flugzeug zu verlassen. Als Bailey abhebt, kommen die anderen am Flugplatz an. Während alle auf den baldigen Tod warten, explodiert plötzlich das Flugzeug hoch am Himmel. Frank enthüllt, dass er die Bombe bereits beim Betreten des Flugzeugs im vorderen Teil der Maschine deponierte und Bailey nur den leeren Koffer präsentierte.
Der Film schließt mit einer Szene in einer lateinamerikanischen Bar, in der sich Sarah während einer gemeinsamen Mission mit Frank und Marvin amüsiert.

## Synchronisation
| Rolle             | Darsteller           | Synchronsprecher  |
| ----------------- | -------------------- | ----------------- |
| Frank Moses       | Bruce Willis         | Manfred Lehmann   |
| Marvin Boggs      | John Malkovich       | Joachim Tennstedt |
| Sarah Ross        | Mary-Louise Parker   | Katrin Fröhlich   |
| Victoria Winslow  | Helen Mirren         | Karin Buchholz    |
| Dr. Edward Bailey | Anthony Hopkins      | Joachim Kerzel    |
| Han Cho Bai       | Byung-hun Lee        | Norman Matt       |
| Katja Petrokovich | Catherine Zeta-Jones | Arianne Borbach   |
| Jack Horton       | Neal McDonough       | Peter Flechtner   |
| „Der Frosch“      | David Thewlis        | Frank Röth        |

Synchronfirma: Berliner Synchron AG Wenzel Lüdecke
Dialogbuch: Tobias Neumann
Dialogregie: Clemens Frohmann

## Produktion
Im Januar 2011 wurden die Autoren Jon und Erich Hoeber von Summit Entertainment wieder eingestellt, um eine zweite Auflage von R.E.D. – Älter, Härter, Besser zu schreiben, aufgrund des finanziellen Erfolgs des Films, welche sogar Produzent Lorenzo di Bonaventuras Erwartungen übertroffen hatte. Helen Mirren erklärte im März 2011, dass sie bereit für R.E.D. 2 sei. Im Oktober 2011 kündigte Summit an, dass R.E.D. 2 zum 2. August 2013 veröffentlicht wird. Im Februar 2012 trat Dean Parisot, bekannt durch die Regie von Galaxy Quest und Dick und Jane, in abschließende Verhandlungen um die Regie der Fortsetzung.
Im Mai 2012 unterzeichneten Catherine Zeta-Jones und Lee Byung-hun die Besetzungsverträge zu R.E.D. 2. Ebenfalls im Mai wurde berichtet, dass Anthony Hopkins als Bösewicht Edward Bailey erscheinen würde, wenn eine Terminüberschneidung mit Thor – The Dark Kingdom vermieden werden könnte. Im Juli 2012 trat Neal McDonough in Verhandlungen um die Besetzung von R.E.D. 2.
Im August 2012 wurde bekannt gegeben, dass R.E.D. 2 ab September in Montreal gedreht werden würde. Die Stadt wurde wegen eines 25-prozentigen Steuernachlasses der Provinz Québec und ihrer Ähnlichkeit zu europäischen Städten (zu Einstellungen gehörten London, Paris und Moskau) ausgewählt. Im September 2012 kam David Thewlis auf die Besetzungsliste mit der Rolle als Der Frosch, einem Nachrichtenhändler, der seinen Spitznamen wegen der Vergiftung der Wasserversorgung des Kreml durch das Gift eines Frosches aus dem Amazonasgebiet hat. Die Dreharbeiten begannen Ende September in Montreal, die Produktion zog Mitte Oktober nach Paris und war dann bis zum Ende des Monats in London. Im März 2013 zog Summit die Veröffentlichung des Films vom 2. August 2013 auf den 19. Juli 2013 vor. Die Produktionskosten beliefen sich auf 84 Mio. US-Dollar.

## Sonstiges
Die Kinderfotos von Han Cho-bai (Lee Byung-hun) und seinem Vater, die im Film gezeigt werden, sind tatsächlich Fotos von Lee mit seinem im Jahr 2000 verstorbenen Vater. Lees Vater war ein Fan von Hollywood-Filmen und hatte davon geträumt, ein Schauspieler zu sein. Als Lee diese Geschichte dem Regisseur Dean Parisot erzählte, war der so gerührt, dass er entschied, Lees Vater im Abspann am Ende als einen der Hauptdarsteller aufzuführen, obwohl die Fotos nur kurz im Film zu sehen sind.

## Rezeption

### Erfolg
R.E.D. 2 wurde am 19. Juli 2013 in Nordamerika veröffentlicht. An seinem ersten Wochenende spielte der Film 18,5 Mio. US-Dollar ein und kam auf den fünften Platz. Das Einspielergebnis war niedriger als das seines Vorgängers mit 21,8 Mio. US-Dollar im Oktober 2010. Laut Umfragen waren 67 % der Zuschauer über 35 Jahre und 52 % männlich. Bis zum 8. September 2013 spielte R.E.D. 2 rund 52,5 Mio. US-Dollar in Nordamerika und rund 119,6 Mio. US-Dollar weltweit ein.

### Kritiken
Da der Film ohne Morgan Freeman aus dem ersten Teil auskommen muss, dafür aber Catherine Zeta-Jones und Anthony Hopkins zum Einsatz kommen, urteilt man bei FILMSTARTS.de: „Die spielfreudigen Hollywood-Titanen lassen den Neuzugang hinter der Kamera nämlich nicht im Stich, sondern nutzen im Gegenteil jede Chance, um einfach mal so richtig und ohne jede falsche Zurückhaltung auf den schwarzhumorigen Comedy-Putz zu hauen.“
kino.de lobt ebenso den Einsatz und die Qualität der Schauspieler. Darüber hinaus ist zu lesen: „Die Fortsetzung der Verfilmung einer schwarzhumorigen Graphic Novel überzeugt mit mehr exotischen Schauplätzen, raffiniert-verzwicktem Plot und noch aufwändigeren Stunts und Verfolgungsjagden und geht noch direkter zur Sache als der Vorgänger – atemberaubende Verfolgungsjagden zu Wasser, zu Lande und in der Luft inklusive.“
Bei den Serienjunkies kommen die Schauspieler und auch die Handlung weniger gut weg:

„Bruce Willis und seine Rentner–Truppe machen sich zum zweiten mal daran, die Welt zu retten. Das Ergebnis ist ein müder, zynischer Mission–Impossible Klon mit peinlichen Sparwitzen und einem schier komatös wirkenden Hauptdarsteller.“

„Das alles hat Stil und Würde. Doch was ‚R.E.D. 2‘ über die Action-Dutzendware erhebt, ist eine Komplikation in der Handlung. Frank Moses ist nämlich mittlerweile mit Sarah Ross (Mary-Louise Parker) liiert, mit der entzückenden Rentensachbearbeiterin also, die wir bereits aus dem ersten, 2010 in die Kinos gekommenen Teil ‚R.E.D.‘ kennen.“

## Fortsetzung
Bereits vor der Erstaufführung unterschrieben Jon und Erich Hoeber im Mai 2013 einen Vertrag für ein drittes Drehbuch der Reihe bei Lionsgate.
Aufgrund der mit 84 Mio. USD massiv höheren Produktionskosten gegenüber dem Vorgänger (58 Mio. USD), der unerwartet schlechten Einspielresultate (148 Mio. USD gegenüber dem ersten Film mit 199 Mio. USD) und der eher negativ ausfallenden Kritik wurde die Fortsetzung bislang nicht in Angriff genommen.